# Васильев, Александр Александрович (Герой Социалистического Труда)
Александр Александрович Васильев (12 февраля 1919 — 8 июня 1993) — комбайнёр Кизильской машинно-тракторной станции Кизильского района (Челябинская область), Герой Социалистического Труда и участник Великой Отечественной войны. Член ВКП(б) с 1943 года.

## Биография
Родился 12 февраля 1919 года в станице Кизильской Верхнеуральского уезда Оренбургской губернии (ныне — село Кизильское, Кизильский район, Челябинская область) в крестьянской семье. По национальности — русский.
Получил начальное образование в сельской школе, которую окончил в 1931 году. С того же года начал работать в колхозе «Красный Кизил». Окончил курсы комбайнёров в Верхнеуральске в 1937 году.
В сентябре 1939 года был призван в ряды Красной армии на срочную службу. Служил в артиллерийском полку, который дислоцировался в районе западной границы Советского Союза. С июня 1941 года (по другим данным с апреля 1942 года) участвовал в боях Великой Отечественной войны. С 1942 по начало 1943 годов воевал наводчиком противотанкового дивизиона 104-й отдельной стрелковой бригады. Во время боев зимой 1942—1943 годов орудие А. Васильева уничтожило вражеское орудие вместе с расчётом, 4 миномёта, 18 пулемётов, 3 блиндажа, 3 конных повозки с различными грузами и боеприпасами и около 90 солдат противника.
С 1943 года по 1991 год был членом ВКП(б)/КПСС.
Скончался 8 июня 1993 года и был похоронен в родном селе.

## Награды
Был награждён следующими наградами:
- Золотая медаль «Серп и молот» (11 января 1957 — № 6890);
- Орден Ленина (11 января 1957 — № 297828);
- 2 ордена Отечественной войны 2-й степени (12 октября 1943 и 11 марта 1985);
- 2 ордена Красной Звезды (19 февраля 1943 и 18 июня 1944);
- Медаль «За отвагу»;
- Медаль «За трудовую доблесть» (5 августа 1952);
- Медаль «За взятие Будапешта»;
- Медаль «За взятие Вены»;
- также ряд прочих медалей.